# Ведмежа (притока Великої Кам'янки)
Ведмежа, Велика Ведмежа — річка у Довжанському та Сорокинському районах Луганської області, права притока Великої Кам'янки.

## Опис
Довжина річки 27 км, похил річки — 7,2 м/км. Формується з багатьох безіменних струмків та водойм. Права притока — річка Велика Ведмежа. Площа басейну 219 км2.

## Розташування
Ведмежа бере початок на сході від селища Кленового. Тече на північний схід у межах села Медвежанка. Впадає у річку Велику Кам'янку, праву притоку Сіверського Дінця.